# 石川県道257号田尻祖母浦半浦線
石川県道257号田尻祖母浦半浦線（いしかわけんどう257ごう たじりばがうらはんのうらせん）は、石川県七尾市内を通る一般県道（石川県道）である。

## 概要
- 起点：石川県七尾市能登島田尻町ニ60番地先
- 終点：石川県七尾市能登島半浦町ソ号32番地先

能登島島内を海岸沿いにほぼ一周する。島内の集落のうち、能登島別所町以外のすべての集落を結んでいる。ただし七尾市能登島二穴町から同市能登島佐波町にかけての免屋入江沿いは車道が未開通であり、工事が行われていたものの、中断したままとなっている。
車道に関しては、ところどころで改良工事が行われ、対面通行できる幅員が確保されている箇所があるものの、全体としては狭隘である。当県道とは別に整備された農道がこれを補完し、当県道と一体化している区間もある。

## 歴史
- 1973年（昭和48年）3月31日：路線認定。
- 1982年（昭和57年）4月3日：能登島大橋の開通により、半浦交差点で接続。本土と直接陸路での往来が可能となる。

## 接続道路
- 石川県道258号野崎向田線（七尾市能登島向田町、同市能登島野崎町）
- 石川県道47号七尾能登島公園線（七尾市能登島向田町・向田交差点、同市能登島半浦町・半浦交差点）

## 重複区間
- 石川県道47号七尾能登島公園線（七尾市能登島佐波町 - 同市能登島半浦町・半浦交差点）

## 通過する自治体
- 石川県
  - 七尾市

## 周辺
- 日本海
  - 七尾湾
- 能登島
- ツインブリッジのと（中能登農道橋）
- のとじま臨海公園
  - のとじま臨海公園水族館
  - 能登島家族旅行村 Weランド
- 石川県能登島ガラス美術館
- 道の駅のとじま
- 能登島郵便局
- 旧そわじ海水浴場
- 勝尾崎野営キャンプ場
- 松島オートキャンプ場
- 八ヶ崎海水浴場
- のとじま保育園
- マリンパーク海族公園
- ひょっこり温泉島の湯
- 能登島市民センター（旧能登島町役場）
- 七尾市立能登島小学校
- 七尾市立能登島中学校
- 七尾市立能登島図書館
- 能登島交通 本社
- 須曽蝦夷穴古墳
- 能登島大橋
- 能登島ゴルフアンドカントリークラブ